# Birds of Tokyo
Birds of Tokyo sind eine australische Alternative-Rock-Band aus Perth. Sie ist das zweite Projekt von Sänger Ian Kenny neben Karnivool.

## Geschichte

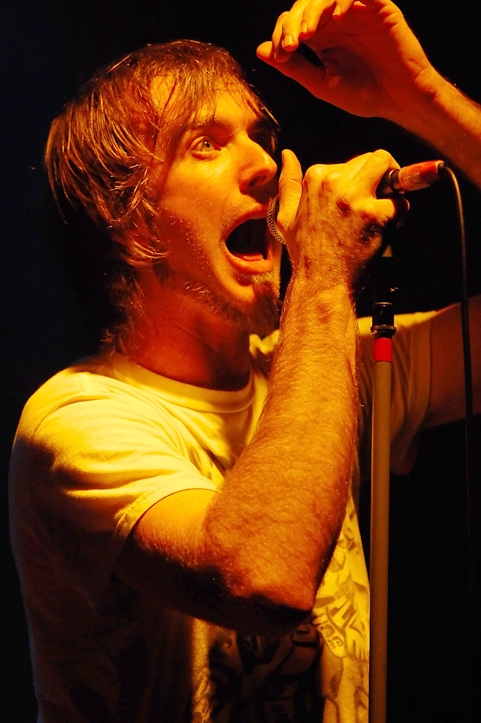
Sänger Ian Kenny (2008)

Die Band wurde 2004 im westaustralischen Perth gegründet und veröffentlichte bereits ein Jahr später erste Aufnahmen. Der Song Stay von ihrer Debütsingle verschaffte ihnen gleich erste Aufmerksamkeit und wurde als Rocksong des Jahres mit dem WAMi-Award der westaustralischen Musikindustrie ausgezeichnet. Auch das 2007 erschienene Debütalbum One Day erhielt Auszeichnungen, blieb aber ein lokaler Erfolg. Mit dem bereits ein Jahr später veröffentlichten Nachfolgealbum Universes schafften sie dann den australienweiten Durchbruch und stießen auf Platz 3 der Albumcharts vor.
Endgültig etablieren konnten sich Birds of Tokyo 2010 mit dem dritten Album, das den Bandnamen als Titel trägt. Mit Platz 2 erreichten sie erneut eine Topplatzierung in den australischen Albumcharts und mit über 70 000 verkauften Alben Platin-Status. Dazu hatten sie mit Plans einen Singlehit, der sich sogar in den neuseeländischen Charts platzieren konnte. Hayley Mary, Frontfrau der Jezabels, unterstützte sie gesanglich bei Discoloured auf ihrem Album Brace.

## Diskografie

### Studioalben
| Jahr | Titel          | Höchstplatzierung, Gesamtwochen, AuszeichnungChartplatzierungen (Jahr, Titel, Platzierungen, Wochen, Auszeichnungen, Anmerkungen) | Höchstplatzierung, Gesamtwochen, AuszeichnungChartplatzierungen (Jahr, Titel, Platzierungen, Wochen, Auszeichnungen, Anmerkungen) | Anmerkungen                                                  |
| Jahr | Titel          | AU | NZ | Anmerkungen                                                  |
| ---- | -------------- | --- | --- | ------------------------------------------------------------ |
| 2008 | Universes      | AU3 Gold · (13 Wo.)AU | — |                                                              |
| 2010 | Birds of Tokyo | AU2 ×2Doppelplatin · (46 Wo.)AU                                                                                                   | — | Erstveröffentlichung: 23. Juli 2010                          |
| 2013 | March Fires    | AU1 Platin · (16 Wo.)AU | NZ26 (1 Wo.)NZ | Erstveröffentlichung: 1. März 2013                           |
| 2016 | Brace          | AU3 (4 Wo.)AU | — |                                                              |
| 2020 | Human Design   | AU1 (6 Wo.)AU | — |                                                              |
| 2025 | Universes      | AU3 (13 Wo.)AU | — | Erstveröffentlichung: Erstveröffentlichung: 14. Februar 2025 |

Weitere Studioalben
- 2007: Day One

### Livealben
| Jahr | Titel                   | Höchstplatzierung, Gesamtwochen, AuszeichnungChartplatzierungen (Jahr, Titel, Platzierungen, Wochen, Auszeichnungen, Anmerkungen) | Höchstplatzierung, Gesamtwochen, AuszeichnungChartplatzierungen (Jahr, Titel, Platzierungen, Wochen, Auszeichnungen, Anmerkungen) | Anmerkungen                           |
| Jahr | Titel                   | AU | NZ | Anmerkungen                           |
| ---- | ----------------------- | --- | --- | ------------------------------------- |
| 2010 | The Broken Strings Tour | AU11 (3 Wo.)AU | — | Erstveröffentlichung: 5. Februar 2010 |

### Kompilationen
| Jahr | Titel    | Höchstplatzierung, Gesamtwochen, AuszeichnungChartplatzierungen (Jahr, Titel, Platzierungen, Wochen, Auszeichnungen, Anmerkungen) | Höchstplatzierung, Gesamtwochen, AuszeichnungChartplatzierungen (Jahr, Titel, Platzierungen, Wochen, Auszeichnungen, Anmerkungen) | Anmerkungen |
| Jahr | Titel    | AU | NZ | Anmerkungen |
| ---- | -------- | --- | --- | ----------- |
| 2015 | Playlist | AU4 (10 Wo.)AU | — |             |

### EPs
| Jahr | Titel     | Höchstplatzierung, Gesamtwochen, AuszeichnungChartplatzierungen (Jahr, Titel, Platzierungen, Wochen, Auszeichnungen, Anmerkungen) | Höchstplatzierung, Gesamtwochen, AuszeichnungChartplatzierungen (Jahr, Titel, Platzierungen, Wochen, Auszeichnungen, Anmerkungen) | Anmerkungen |
| Jahr | Titel     | AU | NZ | Anmerkungen |
| ---- | --------- | --- | --- | ----------- |
| 2012 | This Fire | AU32 Platin · (1 Wo.)AU | — |             |
| 2015 | Anchor    | AU33 ×2Doppelplatin · (12 Wo.)AU                                                                                                  | — |             |

Weitere EPs
- 2005: Birds of Tokyo

### Singles
| Jahr | Titel Album                       | Höchstplatzierung, Gesamtwochen, AuszeichnungChartplatzierungen (Jahr, Titel, Album, Platzierungen, Wochen, Auszeichnungen, Anmerkungen) | Höchstplatzierung, Gesamtwochen, AuszeichnungChartplatzierungen (Jahr, Titel, Album, Platzierungen, Wochen, Auszeichnungen, Anmerkungen) | Anmerkungen |
| Jahr | Titel Album                       | AU | NZ | Anmerkungen |
| ---- | --------------------------------- | --- | --- | ----------- |
| 2010 | Plans Birds of Tokyo              | AU11 ×8Achtfachplatin · (31 Wo.)AU | NZ32 (13 Wo.)NZ |             |
| 2010 | Wild at Heart Birds of Tokyo      | AU50 Platin · (2 Wo.)AU | — |             |
| 2013 | Lanterns March Fires              | AU3 ×8Achtfachplatin · (19 Wo.)AU | — |             |
| 2015 | I’d Go with You Anywhere Playlist | AU18 ×2Doppelplatin · (9 Wo.)AU | — |             |
| 2019 | Good Lord Human Design            | AU19 ×4Vierfachplatin · (13 Wo.)AU | — |             |

Weitere Singles
- 2005: One Way / Stay
- 2006: Off Kilter
- 2007: Black Sheets
- 2007: Wayside
- 2008: Silhouettic
- 2008: Broken Bones
- 2008: Wild Eyed Boy
- 2008: White Witch
- 2009: Head in My Hands
- 2010: The Saddest Think I Know
- 2011: Circles
- 2012: This Fire
- 2015: Anchor
- 2016: Brace
- 2016: Empire
- 2018: Unbreakable (AU: Gold)
- 2019: The Greatest Mistakes (AU: Gold)
- 2020: Two of Us (AU: Platin)